# 藍潔瑛
藍潔瑛（英語：Yammie Lam；1963年4月27日—2018年10月31日），香港女演員，曾經為無線電視藝人，擁有「靚絕五台山」之美譽。2018年10月31日，在其住宅暈倒卻失救而辭世，終年55歲。

## 生平履歷

### 早年
藍潔瑛祖籍廣東清远，成長於英屬香港，是家中孻女，有一對胞兄胞姐，以及同父異母的兩個哥哥、一個姐姐，父母分別於1995及1997年相繼離世。
其父母生前很疼愛藍潔瑛。中學暑假時，藍潔瑛有次想去做義工幫窮人修橋舖路，但不識門路，只好和同學去工廠做暑期工。幾天後，父親心疼她做工做粗了手，就不再讓她去上班。剛進演藝圈時，藍潔瑛作為新人薪水不高，母親經常在化妝台上放一兩百塊港幣給她搭的士用，父親也會每月給她補貼兩千港幣；父親亦會錄起所有藍潔瑛參演的節目。雖然錄影帶儲存了多年，後來卻在藍潔瑛搬家時全部扔掉了，令她感到對不起父母的愛。
1980年，藍潔瑛中學畢業於尖沙咀諾士佛臺的格致書院 （該書院於1986年停辦）。其父親準備將她送去台灣念美國學校，期間寄居在朋友家裡。一切手續辦完後，父親因捨不得她離開、以及擔心其在外無人依靠，又不贊成她出外讀書。為免父母擔心，藍潔瑛放棄升學，選擇出社會工作。她先是學習打字，之後又去念商業課程，甚至買過一部縫衣機，打算學縫紉，而後又做過百貨商店售貨員，鐘錶廠女工，金融買賣等。
1982年，藍潔瑛陪同朋友的表妹楊羚去考無綫電視藝員訓練班，交完報名表，楊羚臨時不去，藍潔瑛於是獨自參加了第12期無綫電視藝員訓練班 ，同期同學有曾華倩，劉嘉玲，吳君如，商天娥，劉淑儀，劉青雲，吳啟華，陶大宇，龍炳基等。1983年8月13日，藍潔瑛從無綫藝員訓練班畢業。

### 演藝生涯
1983年7月5日开始，与周星驰、谭玉瑛、曾华倩、张国强、龙炳基等人合作，主持儿童节目《430穿梭機》，1983年7月16日开始，与叶特生、钟子伦、鲍宝龄、吴桂芳、陈婉珍等主持《K100通讯站》，是新加盟女主持人中唯一一位非参选港姐身份。8月29日，与无线正式签订为期两年的合约。1984年1月，被调离《430穿梭机》节目组，调入话剧组后演出無綫電視多部連續劇的女主角，有「靓绝五台山」之美誉，1987年4月合約期滿後離開無綫，1988年，藍潔瑛重返無綫，演出多部出色剧集。其中於重頭劇《義不容情》中特別演出梅芬芳一角，奠定她演技派的地位。1992年，藍潔瑛演出無綫25周年台慶劇《大時代》并饰演罗慧玲一角，演技再獲觀眾讚賞，于1993年第三届壹电视大奖获选十大电视艺人。1992年2月，她曾与梅艷芳、劉嘉玲、曾華倩、上山詩鈉、吳君如、羅美薇、邱淑貞及張曼玉感情要好，九人擬用「九公主」名義註冊一個慈善組織，籌集基金行善，後在黃霑建議下，该組織改名「九龍女」。1990年代初，曾到臺灣拍攝電視劇。1994年，拍攝完無綫電視劇《新重案傳真》後離開該台。
1995年，藍潔瑛所演出之周星馳電影《大話西游》在香港上映，藍於片中飾演「蜘蛛精」春三十娘，這亦是藍之電影代表作。其後數年，生活重心主要為修讀佛法。1998年9月4日，她在香港浅水湾道驾车失事翻侧，手部受伤及颈部受震荡，被送到东区医院接受治疗。1999年4月3日，由於清明時節思念雙親以及姐姐與一班好友不在香港等原因，藍潔瑛情緒低落，在鄰居陪同下前往東區尤德醫院精神科治療。一位任職精神科的醫師表示，藍潔瑛的情況很常見，可能是經常失眠引致輕微抑郁。盡管如此，藍潔瑛依然被“狗仔隊”跟蹤，不斷報道其近況，施以精神滋擾和折磨，使得她難以接到戲拍。2004年在亞視拍畢息影作《愛在有情天》的完成後，藍潔瑛逐漸淡出娛樂圈，她也想過轉行開嬰兒用品店、當化妝師等，但由於媒體的干擾，最後都不了了之，再加上接拍廣告卻被拖欠薪酬、朋友欠錢不還、被銀行職員騙取簽名套走兩百多萬、罹患子宮瘤等原因，藍潔瑛於2006年2月14日獲法庭頒令破產。

### 后期發展
2013年3月30日，藍潔瑛在赤柱聖亞納天主堂領洗，聖名Maria。同年12月，香港《壹週刊》刊登一段普通話對話短片，內容疑似為藍潔瑛向一位對話人親述自己2、30年前遭到兩位「影壇大哥」強姦的經歷。沒在影片中現身的對話人提出了兩位「影壇大哥」的名字，但被消音。影片反響極大，引起不少媒體和網上討論的推測，但藍潔瑛和知情的好友拒絕點名。2018年1月10日，有大陸記者在新浪微博公布了未經剪接過的該訪問影片。此短片中，與藍潔瑛對話的人點出了曾志偉和鄧光榮為性侵者。當天，曾志偉通過新浪微博發出聲明否認，聲稱短片不是原短片。但專家指出2018年卓偉公布的短片有雜音；而2013年公布的短片已消了音，並用電腦把女對話人的聲音變成男聲。所以2018年卓偉公布的短片更接近原短片，不可能是按照2013公布的短片而剪裁制成的。專家推斷，2018的短片只可能來自錄制人收藏的原片，有相當高的可靠性。而網友也翻查出《明報周刊》亦有報道1998年年尾曾志偉見藍潔瑛父母去世後心情抑郁，邀請藍潔瑛去新加坡探班，与短片中吻合。
2015年5月，多年來備受狗仔隊騷擾的藍潔瑛罕有地接受香港now TV訪問，節目為now觀星台的《102觀星總部》。

## 事件
1991年，藍潔瑛到臺灣拍攝電視劇《半生緣一世情》時，同劇演員狄鶯因不滿藍潔瑛遲到而在公共場所踹踢藍氏，導致藍氏終生不願再到臺灣拍劇。2005年，狄鶯在臺灣綜藝節目《快樂星期天》得意洋洋地描繪向藍潔瑛施暴過程，毫無歉意，又嘲笑她是「藍大牌」，此時藍潔瑛已息影多年。導演周遊後來澄清並批評藍不合群,藍稱未收到片酬,即便導演出示匯款單，卻說匯款單可以造假。。

## 逝世
2018年11月3日凌晨12時許，蓝洁瑛被友人发现倒斃在赤柱马坑邨良马楼的家中洗手間，並傳出異味，享年55歲。警方相信事件無可疑，將案件列作「屍體發現」處理。經初步調查後，懷疑於其寓所因暈倒失救逝世，並已死去約2－3日。
蓝洁瑛的追思彌撒在2018年11月9日晚上8點於赤柱的聖亞納堂，以羅馬天主教形式舉行。出席者包括大批影迷、鄰居及昔日同事陶大宇、李丽珍、鄧萃雯等。其舉殯與火化儀式於2018年11月15日舉行，當日舉行簡單的告別儀式。其親姊決定出殯當日為她在殮房舉行簡單的辭靈禮，但不設瞻仰遺容環節。其後送往柴灣歌連臣角火葬場火化，骨灰安放于長沙灣天主教聖辣法厄爾墳場。
2019年4月14日，香港電影金像獎協會於第38屆香港電影金像獎頒獎典禮中向藍潔瑛連同其他已故電影人致敬。
1980年代藍潔瑛曾接受某雜誌訪問表示「未來老公肯定圈外人」，可惜現實她卻無緣經歷結婚，离世时依然孑然一身。

## 演出作品

### 電視剧

#### 無綫電視
| 年份   | 劇名                   | 角色                    |
| ------ | ---------------------- | ----------------------- |
| 1983年 | 三相逢                 | 學生                    |
| 1983年 | 警花出更               | 賓客                    |
| 1984年 | 扭計雙星               | Joe                     |
| 1984年 | 再版人                 | 护士                    |
| 1984年 | 超越愛情線             | 鍾雪兒                  |
| 1984年 | 畫出彩虹               | 麥艷雲                  |
| 1984年 | 家有嬌妻               | 潘静文                  |
| 1984年 | 寶芝林                 | 歐陽菁菁                |
| 1984年 | 城市小品：再見開麥拉   | 方靜儂                  |
| 1985年 | 六指琴魔               | 譚月華                  |
| 1986年 | 愛情全盒               | 謝安兒（Ann）           |
| 1986年 | 真命天子               | 荷花仙子                |
| 1986年 | 英雄故事               | 童文清                  |
| 1986年 | 鑽石王老五             | 顧同心                  |
| 1989年 | 萬家傳說               | 柳姿                    |
| 1989年 | 義不容情               | 梅芬芳                  |
| 1989年 | 蓋世豪俠               | 雪雁                    |
| 1989年 | 摘星的女人             | 湯穎心                  |
| 1989年 | 花月佳期               | Monica                  |
| 1989年 | 霓虹姊妹花（電視電影） | 錢愛玲（Elaine）        |
| 1989年 | 還我本色               | 姚淑貞（Vivian）        |
| 1989年 | 廉政先鋒III：紙虎      | May                     |
| 1991年 | 妙探對講機（電視電影） | 余嘉敏（Helen）         |
| 1991年 | 橫財三千萬             | 夏曉曼                  |
| 1992年 | 大時代                 | 羅慧玲                  |
| 1993年 | 情危夜合花（電視電影） | GiGi / Fion             |
| 1993年 | 奇情小男人             | 袁天藍 / 張小芳（Tina） |
| 1994年 | 大刀王五（電視電影）   | 傲雪                    |
| 1994年 | 新重案傳真             | 丁兰                    |

#### 藝能
| 年份   | 劇名     | 角色     | 備註         |
| ------ | -------- | -------- | ------------ |
| 1987年 | 趕盡殺絕 | 井上方美 | 又名警匪絕殺 |

#### 香港電台
| 年份   | 劇名   | 角色   | 備註               |
| ------ | ------ | ------ | ------------------ |
| 1990年 | 性本善 | Carol  | 單元《男人心》     |
| 1991年 | 裁決   | 江姑娘 | 單元《誰憐赤子心》 |

#### 台視
| 年份   | 劇名         | 角色   | 備註         |
| ------ | ------------ | ------ | ------------ |
| 1990年 | 末代兒女情   | 馬素心 | 原名萬世流芳 |
| 1992年 | 半生緣一世情 | 李秀茹 |              |

#### 新視
| 年份   | 劇名               | 角色           | 備註 |
| ------ | ------------------ | -------------- | ---- |
| 1994年 | 傷城記（電視電影） | 雪玲（Sharon） |      |

#### 亞洲電視
| 年份   | 劇名       | 角色 | 備註 |
| ------ | ---------- | ---- | ---- |
| 2004年 | 愛在有情天 | 思雨 |      |

### 電影
| 年份   | 中文片名                                             | 英文片名                   | 角色                |
| ------ | ---------------------------------------------------- | -------------------------- | ------------------- |
| 1985年 | 法外情                                               | The Unwritten Law          | Annie               |
| 1986年 | 奇缘                                                 | Witch From Nepal           | Ida                 |
| 1987年 | 开心快活人                                           | Happy Go Lucky             | Mina                |
| 1989年 | 八宝奇兵                                             | They Came To Rob Hong Kong | May                 |
| 1991年 | 英倫越戰                                             | Phantom War                | 胡瑛                |
| 1991年 | 五虎将之决裂                                         | The Tigers                 | 华妻                |
| 1992年 | 花货                                                 | The Unleaded Love          | Mary                |
| 1993年 | 唐伯虎點秋香                                         | Flirting Scholar           | 唐伯虎之妻          |
| 1993年 | 白髮魔女傳                                           | The Bride With White Hair  | 何綠华              |
| 1995年 | 西遊記第壹佰零壹回之月光寶盒（台譯：齊天大聖東遊記） | A Chinese Odyssey I        | 春三十娘 / 豆腐西施 |
| 1995年 | 西遊記大結局之仙履奇緣（台譯：齊天大聖西遊記）       | A Chinese Odyssey II       | 春三十娘 / 豆腐西施 |
| 1999年 | 愛滋初體驗                                           | Tender Heart               | 阿倩                |
| 2002年 | 阴阳路16之回到武侠时代                               | Troublesome Night 16       | 潘金莲              |

### 电视节目

#### 香港

##### 無綫電視
- 《1983年度香港小姐》宣傳片
- 《万千星辉贺台庆》
- 《龙凤呈祥贺台庆》
- 《歡樂今宵》
- 《430穿梭機》（主持）
- 《K-100》（主持）
- 《翡翠迎春接萬福》（1984年）
- 《歡樂滿東華》（1984年12月14日）
- 《佳賓競舞迎85》（1984年）
- 《电视小姐选举》（1986年8月）
- 《第五届新秀歌唱大赛》（出席者）（1986年）
- 《螢幕穿梭22年》（嘉賓）（1989年）
- 《歡樂今宵：八通藝能界》（1989年）
- 《電視先鋒群星會》（1990年）
- 《翡翠之星》（1991年）
- 《娛樂反斗星》（1992年）
- 《志蓮演藝同心獻關懷》（1992年4月13日）
- 《四大皇牌雙龍會之夜》（1992年10月）
- 《金馬紅梅慶同心》（1992年10月27日）
- 《歡樂滿東華》（1992年12月5日）
- 《情場妙女郎》（第1集）（1993年）
- 《江山如此多FUN》（第一季 - 第15集）（1994年）
- 《運財智叻星》（第4集）（1995年）
- 《霑沾自喜三十年》（1995年3月16日）
- 《天下无敌奖门人》（第8集）（1998年11月29日）
- 《心晴行動抗抑鬱》（2004年5月15日）

##### 亞洲電視
- 《亞洲小姐兢選》評委（1999年9月19日）
- 《星光伴我行》（第1輯第2回 - 台灣茶園）（2000年8月1日）
- 《騰飛在金秋》（2000年11月9日）
- 《女人.come》 嘉賓（2001年）

#### 臺灣
三立綜合臺
- 《豬哥亮俱樂部》（第20集、第44集）（綜藝節目錄影帶（錄影秀）；1990年）

臺視         
- 《眾眾賀春節》（1992年2月3日）
- 《巨星大追擊》（1995年1月28日）
- 《超級星期天》（第20期）（1995年1月28日）
- 《玫瑰之夜》（1995年1月28日）

#### 日本
NHK綜合臺
- ジャッキー・チェン ヒーロー誕生物語（1990年5月18日）

### 舞台剧
- 花心大丈夫（飾 玲玲）（1990年1月和7月、1991年）
- 聖僧鳩摩羅什（飾 龟兹公主阿竭耶末帝）（1996年12月20日）
- 釋迦傳（飾 魔王波旬之女）（1997年7月1日）

### MV
- 蔡楓華 - 《点样讲你知》（1984年）
- 賈思樂 - 《賈思樂音樂專輯》（1984年）
- 區瑞强 - 《幽幽青春梦》（1984年）
- 譚詠麟 - 《愛是這樣甜》（1984年）
- 許冠杰 - 《最喜歡你》（1984年）
- 許冠杰 - 《藍牛仔褲》（1984年）
- 許冠杰 - 《微風》（1984年）
- 李龍基 - 《浪子嬌娃》（1984年）
- 葉振棠 - 《月亮神》（1984年）
- 群星 - 《IYY 85'青少年節》（1985年）
- 譚詠麟 - 《编织》（1985年）
- Cream - 《其實我乖》 舞台劇（2005年）

### 電台節目

#### 新城電台
- 《夜半迷鍾》 18-6-1995 Part 1

#### 番禺電台
- 《揮灑陽光》 26-10-2008

## 獎項
| 年份   | 頒獎典禮           | 獎項             | 結果 |
| ------ | ------------------ | ---------------- | ---- |
| 1993年 | 1993年度壹電視大獎 | 十大最受歡迎藝人 | 獲獎 |

## 代言廣告
| 年份   | 代言廣告         | 備注     |
| ------ | ---------------- | -------- |
| 2002年 | 良心制药修身产品 | 硬照廣告 |

## 公開活動
| 年份                | 活动                                                           | 機構                                                 |
| ------------------- | -------------------------------------------------------------- | ---------------------------------------------------- |
| 1983年12月4日       | 《港島區公益金百萬行》                                         | 香港公益金                                           |
| 1983年12月11日      | 《市政局百週年紀念嘉年華會》                                   | 香港市政局、港九區議會、無綫電視臺                   |
| 1984年10月13日      | 《山頂明德醫院籌善款擡轎大賽》                                 | 擡轎比賽慈善基金                                     |
| 1984年12月2日       | 《九龍區公益金百萬行》                                         | 香港公益金                                           |
| 1985年12月15日      | 《北區公益金百萬行》                                           | 香港公益金                                           |
| 1986年8月28日       | 《葡京酒樓周年紀念聯歡歌唱晚會》                               | 葡京酒樓                                             |
| 1986年10月5日       | 《東區走廊公益金百萬行》                                       | 香港公益金                                           |
| 1987年6月7日        | 《仁濟名人慈善射擊比賽》                                       | 仁濟醫院、亞洲電視、香港射擊總會、香港皇家兵團義勇軍 |
| 1988年9月           | 《無綫電視臺漢城奧運宣傳活動》                                 | 無綫電視臺                                           |
| 1990年12月          | 《第13屆時報廣告金像獎》                                       | 臺灣中國時報集團                                     |
| 1991年3月           | 《香港電影導演會春茗會》                                       | 香港電影導演會                                       |
| 1991年4月21日       | 《第10屆香港電影金像獎頒獎典禮》                               | 香港電影金像獎協會                                   |
| 1991年6月19日       | 《成龍慈善基金會第二次餐舞會》                                 | 成龍慈善基金會                                       |
| 1991年6月19日       | 《心連心，來自香港的愛心：香港明星隊賑災獻藝晚會》             | 香港明星足球隊                                       |
| 1992年11月2日       | 《明愛賣物會》                                                 | 香港明愛                                             |
| 1992年12月2日       | 《藝進慈善夜慈善晚宴》                                         | 藝進同學會                                           |
| 1993年2月           | 《香港電影導演會春茗會》                                       | 香港電影導演會                                       |
| 1993年3月19日       | 《第28屆臺灣電視金鐘獎頒獎典禮》                               | 臺灣行政院新聞局                                     |
| 1993年4月4日        | 《成都體育館七運會四川賽區、四川優秀運動員傷殘基金會義演義賽》 | 四川優秀運動員傷殘基金會、香港明星足球隊             |
| 1993年7月24日       | 《方世玉續集減災扶貧慈善首映》                                 |                                                      |
| 1993年12月29日      | 《香港天壇大佛開光大典》                                       |                                                      |
| 1994年3月           | 《香港電影導演會春茗會》                                       | 香港電影導演會                                       |
| 1994年6月           | 《香港演藝人協會夏季茶聚》                                     | 香港演藝人協會                                       |
| 1994年6月15日       | 《第一屆中國珠海海峽兩岸暨香港電影節》                         | 廣東省珠海市人民政府                                 |
| 1995年3月           | 《香港電影導演會春茗會》                                       | 香港電影導演會                                       |
| 1995年4月23日       | 《第14屆香港電影金像獎頒獎典禮》                               | 香港電影金像獎協會                                   |
| 1995年7月10日至13日 | 《72小時“無聲行動》                                            | 香港演藝人協會                                       |
| 1995年11月          | 《公益金百萬行》                                               | 香港公益金                                           |
| 1995年              | 《95'歌影視界保齡球大賽》                                      |                                                      |
| 1996年2月8日        | 《藝進會護理安老院開幕典禮》                                   | 藝進同學會                                           |
| 1996年4月28日       | 《第15屆香港電影金像獎頒獎典禮》                               | 香港電影金像獎協會                                   |
| 1997年7月1日        | 《香港佛教界慶祝回歸祈福大會》                                 | 香港佛教聯合會                                       |
| 1999年3月17日       | 《全港演藝界反盜版大遊行》                                     | 香港演藝人協會                                       |
| 1999年12月25日      | 《慧妍雅集聖誕餐舞會》                                         | 慧妍雅集                                             |
| 2002年9月27日       | 《第二屆秋意濃情婚紗博覽》                                     |                                                      |
| 2002年10月27日      | 《屈臣氏健與美大賞》                                           |                                                      |
| 2005年1月23日       | 《油尖旺區愛心歲晚敬老同學會》                                 | 藝進同學會                                           |
| 2005年4月25日       | 《玉石商會晚宴》                                               | 香港玉器業工商會                                     |
| 2006年2月26日       | 《幸福曲奇同樂日》                                             | 伸手助人協會                                         |
| 2006年4月30日       | 《新城小菠萝慈善唱K马拉松》                                    | 美國冒險樂園（黃埔旗艦店）                           |

## 外部連結
- 藍潔瑛在互联网电影资料库（IMDb）上的資料（英文）
- 藍潔瑛在香港影庫上的簡介
- 藍潔瑛在豆瓣上的资料（简体中文）
- 藍潔瑛在时光网上的簡介（简体中文）